# Узем
Узем (мак. Узем) — село у Північній Македонії, входить до складу общини Крива Паланка Північно-Східного регіону. Знаходиться неподалік від кордону з Болгарією. Поблизу села знаходиться пункт пропуску через державний кордон «Деве Баїр».
Населення — 254 особи (перепис 2002), серед яких 252 македонці та 2 серби.